# L’Horme
L’Horme – miejscowość i gmina we Francji, w regionie Owernia-Rodan-Alpy, w departamencie Loara.
Według danych na rok 1990 gminę zamieszkiwało 4689 osób, a gęstość zaludnienia wynosiła 1066 osób/km² (wśród 2880 gmin regionu Rodan-Alpy L’Horme plasuje się na 182. miejscu pod względem liczby ludności, natomiast pod względem powierzchni na miejscu 1562.).